# Icariomimus drouhardi
Icariomimus drouhardi là một loài tò vò trong họ Ichneumonidae.